# آرامگاه عباس‌آباد
بقعه عباس‌آباد مربوط به سده‌های میانه دوران‌های تاریخی پس از اسلام است و در شهرستان خرم بید، بخش مشهد مرغاب، دهستان شهید آباد، ۲۰۰ متری جنوب روستای عباس‌آباد واقع شده و این اثر در تاریخ ۷ اسفند ۱۳۸۶ با شمارهٔ ثبت ۲۱۴۴۸ به‌عنوان یکی از آثار ملی ایران به ثبت رسیده است.